# ستينكا رازين
ستيبان تيموفييفيتش رازين (1630 – 16 يونيو [6 يونيو وفق التقويم اليولياني] 1671)، المعروف باسم ستينكا رازين، قائد قوزاقي قاد انتفاضة كبيرة ضد النبلاء والبيروقراطية القيصرية في جنوب روسيا في 1670-1671.

## نشأته
من المفترض أن والد رازين، تيموفي رازيا، جاء من ضاحية فارونيش، وهي مدينة بالقرب من حدود السهوب الروسية، تدعى الحقول البرية. عاش عمّ رازين وجدته في قرية نيو أوسمان أو أوسمان سوباكينا، على بعد 8 كيلومترات (5 أميال) خارج فارونيش، حتى عام 1667. لا يُعرف من كانت والدته، إذ ليس بحوزة المؤرخين أي بيانات موثوقة. ذُكر في إحدى الوثائق باسم توما كوساك الذي يعني في البداية الهجين. استخدم «القوزاق الأعلى شأنًا» هذه الكلمة كلقب مهين يُطلَق على جميع «القوزاق الأدنى شأنًا» الذين انتمى إليهم ستينكا رازين. لذا، هناك فرضية أن والدته كانت أسيرة تركية أو من تتار القرم. تستخدم فرضية أخرى معلومات حول عرّابته، واسمها ماترينا غوفوروكا. وفقًا للتقاليد، يجب أن تكون العرابة مرتبطة بالأم البيولوجية، وعرابة ستينكا عاشت في بلدة تساريف بوريسوف في سلوبودا أوكرانيا. وبالتالي، من المحتمل أن تكون والدة ستيبان أوكرانية أيضًا.
ذُكر لأول مرة في المصادر عام 1652، عندما طلب الإذن للذهاب في رحلة حج طويلة إلى دير سولوفيتسكي العظيم على البحر الأبيض للترويح عن نفسه. ذُكر في عام 1661 كجزء من بعثة دبلوماسية من قوزاق الدون إلى القلميقيين. بعد ذلك، فُقد أثره لمدة ست سنوات، ليعاود الظهور كزعيم لعصابة من اللصوص تأسست في بانشينسكوي، ضمن المستنقعات بين نهري تيشينا وإيلوفليا، حيث جبى الترافيد من جميع السفن المارة من نهر الفولغا صعودًا ونزولًا. أُعدم شقيقه الأكبر إيفان في عام 1665 بأمر من يوري دولغوروكوف بسبب مغادرته الحرب الروسية البولندية دون تصريح.
ألقت الحروب الطويلة مع بولندا في الفترة 1654-1667 ومع السويد في الفترة 1656-1658 عبئًا ثقيلًا على شعب روسيا. ازدادت الضرائب، وازداد التجنيد الإجباري. فرّ العديد من الفلاحين جنوبًا، على أمل النجاة من هذه الأعباء، وانضموا إلى عصابات القوزاق الناهبين التي أسسها رازين. وانضم إليهم أيضًا العديد من الأشخاص الذين سخطوا على الحكومة الروسية، بمن فيهم أفراد من الطبقات الدنيا، وممثلو الجماعات العرقية غير الروسية كالقلميقيين، الذين كانوا يتعرضون للقمع في ذلك الوقت.
كان تدمير القافلة البحرية الضخمة التي تألفت من صنادل الخزانة وصنادل البطريرك والتجار الأثرياء في موسكو أول عمل بطولي لرازين. ثم أبحر رازين أسفل نهر الفولغا بأسطول مكون من 35 سفينة، واستولى على الحصون الأكثر أهمية في طريقه ودمّر البلاد. في بداية عام 1668، هزم الفويفود ياكوف بيزوبرازوف، الذي أُرسل من أستراخان لمحاربته، وشرع في الربيع في رحلة لنهب داغستان وبلاد فارس، استمرت لمدة ثمانية عشر شهرًا.

## الخلفية
بدأت روسيا القرن السابع عشر مع زمن الاضطرابات، الذي استمر من 1598 إلى 1613. أعلنت هذه الفترة نهاية حكم سلالة روريك وبداية حكم سلالة رومانوف (الذي انتهى في نهاية المطاف بثورة أكتوبر وإعدام القيصر الأخير نيقولا الثاني، وولي العهد ألكسي رومانوف، في عام 1918). سعى ميخايل رومانوف (القيصر من 1613 إلى 1645) وابنه أليكس الأول (القيصر من 1645 إلى 1676) إلى تعزيز سلطة القيصر من أجل تحقيق الاستقرار في البلاد بعد القلاقل التي شهدها زمن الاضطرابات. ونتيجة لذلك، فقد مجلس زيمسكي ومجلس البويار، وهما هيئتان حكوميتان في روسيا، نفوذهما ببطء. انتقل الشعب الروسي من خمسة عشر عامًا أشبه بالفوضى إلى عهد اثنين من الأوتوقراطيين الأقوياء والمركزيين.
بالإضافة إلى ذلك، فصل شرخ عميق بين الفلاحين والنبلاء في روسيا. ساهمت التغييرات الأخيرة في معاملة الفلاحين ووضعهم القانوني، بما في ذلك إضفاء الطابع المؤسسي على القنانة في مدونة القانون لعام 1649، في ظهور القلاقل بين الفلاحين. قاد تمرّدَ رازين قوزاقُ الدون، وهم مجموعة من الطبقة الدنيا عاشت بشكل مستقل بالقرب من نهر الدون وزوّدتها حكومة القيصر بالمؤن مقابل الدفاع عن روسيا. يصف المؤرخ بول أفريتش ثورة رازين بأنها «مزيج غريب من اللصوصية والثورة» على غرار الانتفاضات الشعبية الأخرى في تلك الفترة. ثار رازين ضد «البويار الخونة» وليس القيصر. دعم القوزاق القيصر لأنهم كانوا يعملون لديه.

## مغادرة الدون
جمع رازين في عام 1667 مجموعة صغيرة من القوزاق وغادر الدون في حملة عبر بحر قزوين. كان يهدف إلى إنشاء قاعدة في يايتسك (المعروفة الآن باسم أورال، والواقعة في كازاخستان على نهر الأورال) ونهب القرى من هناك. علمت موسكو بخطط رازين وحاولت إيقافه. بينما كان رازين يسافر أسفل نهر الفولغا إلى تساريتسن، حذّر فويفود أستراخان أندريه أونكوفسكي (فويفود تساريتسن أو حاكمها) من وصول رازين وأوصاه بألا يسمح للقوزاق بدخول البلدة.
حاول أونكوفسكي التفاوض مع رازين، لكن رازين هدّد بإحراق تساريتسن إذا تدخّل أونكوفسكي. عندما قابل رازين بالصدفة مجموعة من السجناء السياسيين -ينقلهم ممثلو القيصر- في طريقه من الدون إلى الفولغا، ورد أن رازين قال: «لن أجبركم على الانضمام إلي، ولكن من يختار المجيء معي سيصبح قوزاقيًّا حرًّا. لقد جئت لمحاربة البويار والأباطرة الأغنياء فقط. أما الفقراء وعامة الشعب، فسأعاملهم معاملة الأخوة».
عندما أبحر رازين قرب تساريتسن، لم يهاجمه أونكوفسكي (ربما لأنه شعر بأن رازين يشكل تهديدًا أو لأن حراس تساريتسن تعاطفوا مع قوزاق رازين). منحت هذه الحادثة رازين سمعة «المحارب الذي لا يُقهر ذي القوى الخارقة». واصل مسيره أسفل نهر الفولغا وفي بحر قزوين، وهزم العديد من مفارز الستريليتس أو الحراس المسلحين. في يوليو 1667، استولى رازين على يايتسك عن طريق تنكّره وبعض رفاقه بهيئة حجاج للصلاة في الكاتدرائية. وبمجرد دخولهم إلى يايتسك، فتحوا البوابات على مصراعيها لبقية القوات ليدخلوا المدينة ويحتلوها. شعرت المعارضة التي أُرسلت لمحاربة رازين بالتردد لفعل ذلك لأنهم تعاطفوا مع القوزاق.
في ربيع عام 1668، قاد رازين غالبية رجاله إلى أسفل نهر يايك (المعروف أيضًا باسم نهر الأورال) بينما بقي جزء صغير لحراسة يايتسك. ومع ذلك، هزمت الحكومة رجال رازين في يايتسك وفقد رازين قاعدته هناك.

## الحملة الفارسية
بعد خسارة يايتسك، أبحر رازين جنوبًا أسفل ساحل بحر قزوين لمواصلة أعمال النهب. ثم هاجم ورجاله بلاد فارس. بعد الفشل في الاستيلاء على ميناء حصن دربند المنيع في داغستان الحالية، انتقلت قواته جنوبًا لمهاجمة ميناء بادكوبا الصغير (باكو حاليًا) الموجود على شبه جزيرة أبشرون في جمهورية أذربيجان الحالية، ولكن في رشت (جنوب غرب بحر قزوين في إيران الحديثة) قتل الفرس ما يقرب من 400 من القوزاق في هجوم مفاجئ. ذهب رازين إلى أصفهان ليطلب من الشاه أرضًا في بلاد فارس مقابل تقديم الولاء للشاه، لكنه ركب بحر قزوين لممارسة المزيد من أعمال النهب قبل أن يتوصّلوا إلى اتفاق. وصل رازين إلى فرح أباد (على الشاطئ الجنوبي لبحر قزوين في إيران) وتنكّر بهيئة تاجر في المدينة لعدة أيام قبل أن ينهب مع رجاله المدينة لمدة يومين. في ذلك الشتاء، صدّ القوزاق مع رازين المجاعة والمرض في شبه جزيرة ميانكاله، وفي ربيع عام 1669 بنى رازين قاعدة على الجانب الشرقي من بحر قزوين وبدأ الإغارة على القرى التركمانية. ثم في ربيع عام 1669، أثبت نفسه على جزيرة سوينا، التي أباد قبالتها أسطولًا فارسيًا أُرسل لمحاربته في يوليو. أصبح الآن ستينكا رازين -كما كان يطلق عليه عمومًا- حاكمًا قويًا لا يستهين الأمراء به.
في أغسطس 1669 ظهر رازين مرة أخرى في أستراخان وقبل عرضًا جديدًا بالعفو من القيصر أليكس ميخايلوفيتش؛ كان عامة الناس منبهرين بمغامراته. كانت منطقة أستراخان الحدودية الروسية الخارجة عن القانون، حيث تسود أعمال النهب وما يزال العديد من الناس من الرُّحّل، الوسط الطبيعي لتمرد مثل تمرد رازين.